# Leonard Meredith
Pour les articles homonymes, voir Meredith.

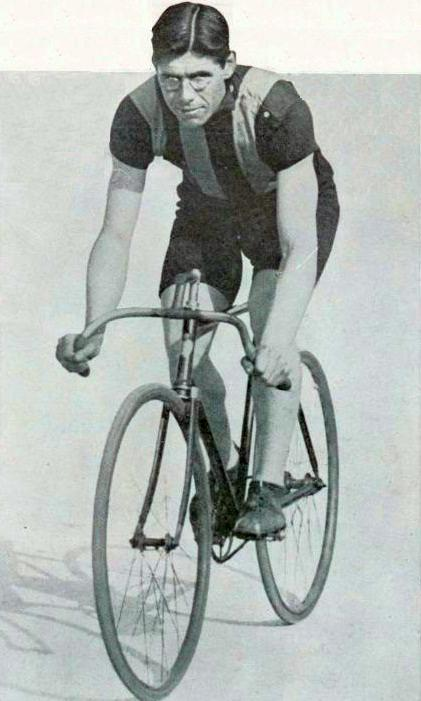
Leon Meredith, champion olympique de poursuite par équipes aux JO de Londres en 1908.

Leonard Meredith (né le 2 février 1882 à Londres et mort le 27 janvier 1930 à Davos) est un coureur cycliste britannique. Il est notamment sept fois champion du monde de demi-fond entre 1904 et 1913. Lors des Jeux olympiques de 1908 à Londres, il remporte la médaille d'or en poursuite par équipes pour sa première apparition aux Jeux, avec Ernest Payne, Benjamin Jones et Clarence Kingsbury. Quatre ans plus tard aux Jeux de 1912 à Stockholm il emporte la médaille d'argent de la course sur route par équipes. Il participe une dernière fois aux Jeux olympiques en 1920 à Anvers où il prend la dix-huitième place de la course sur route.

## Palmarès

### Jeux olympiques
- Londres 1908
  -  Champion olympique de poursuite par équipes (avec Ernest Payne, Benjamin Jones, Clarence Kingsbury)
- Stockholm 1912
  -  Médaillé d'argent de la course sur route par équipes
- Anvers 1920
  - 18e de la course sur route

### Championnats du monde
- Londres 1904
  - Champion du monde de demi-fond
- Anvers 1905
  - Champion du monde de demi-fond
- Paris 1907
  - Champion du monde de demi-fond
- Leipzig 1908
  - Champion du monde de demi-fond
- Copenhague 1909
  - Champion du monde de demi-fond
- Rome 1911
  - Champion du monde de demi-fond
- Berlin 1913
  - Champion du monde de demi-fond